# (2227) Отто Струве
(2227) Отто Струве (лат. Otto Struve) — астероид главного пояса, который был открыт 13  сентября 1955 года в рамках программы по поиску астероидов IAP в обсерватории им. Гёте Линка и назван в честь российско-американского астронома Отто Струве. 

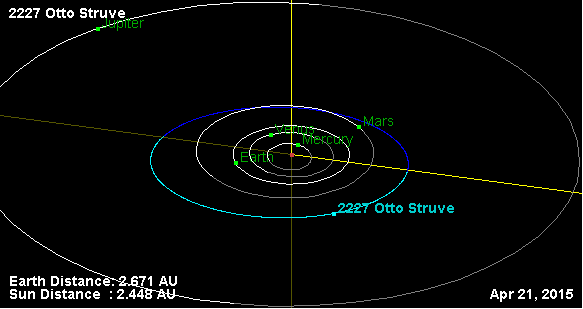
Орбита астероида Отто Струве и его положение в Солнечной системе